# 凱碩科技
凱碩科技為一家台灣股票上櫃的科技公司，成立於1998年，為製造無線網路設備的電子廠，專營OEM/ODM，行銷歐洲、日本、韓國。該公司初期搭上網路革命風潮，一度成為台灣前三大56K數據機和Cable Modem製造廠，是聲寶股份有限公司重點轉投資公司，但是隨著競爭對手加入，經營困難，長期於損益兩平和虧損之間掙扎。
2000年代後半接獲蘋果公司手機外殼訂單，一度經營有起色，然難補本業失利，股價上市短暫上漲之後兩年內連續下跌85%，跌破票面。